# Jürg Schubiger
Jürg Schubiger (Zurigo, 14 ottobre 1936 – Zurigo, 15 settembre 2014) è stato uno scrittore e psicologo svizzero autore di libri per ragazzi.

## Biografia
Jürg Schubiger nasce il 14 ottobre 1936 a Zurigo e cresce a Winterthur.
Dopo avere svolto diversi mestieri come falegname, giardiniere e muratore in giro per il mondo termina gli studi di filologia, psicologia e filosofia all'Università di Zurigo con una tesi su Franz Kafka.
Autore di numerosi romanzi e racconti per ragazzi e adulti, ottiene svariati riconoscimenti tra i quali spicca l'Hans Christian Andersen Award ricevuto nel 2008.
Muore a 78 anni a Zurigo il 15 settembre 2014 dopo una lunga malattia.

## Opere tradotte in italiano

### Romanzi
- Mamma, papà, io e lei: diario in otto quaderni (Mutter, Vater, Ich und Sie, 1997), Milano, Salani, 2003 traduzione di Alessandro Peroni ISBN 88-7782-757-2.
- Storie della creazione con Franz Hohler (Aller Anfang, 2006), Milano, il Castoro, 2008 traduzione di Andreina Speciale ISBN 978-88-8033-463-7.

### Poesia
- Due che si amano con Wolf Erlbruch (Zwei, die sich lieben, 2012), Roma, edizioni E/O, 2013 ISBN 978-88-6632-255-9.

## Alcuni riconoscimenti
- Deutscher Jugendliteraturpreis: 1996
- Hans Christian Andersen Award: 2008
- Rattenfänger-Literaturpreis: 2014